# Julian Strawther
Julian Lee Strawther-Cordero (Las Vegas, Nevada, 18 de abril de 2002) es un baloncestista con doble nacionalidad puertorriqueña y estadounidense que pertenece a la plantilla de los Denver Nuggets de la NBA. Con 1,98 metros de estatura, juega en la posición de alero. 

## Trayectoria deportiva

### Universidad
Jugó tres temporadas con los Bulldogs de la Universidad de Gonzaga,en las que promedió 10,9 puntos y 4,6 rebotes por partido. En su tercera temporada fue incluido en el mejor quinteto de la WCC, ptras promediar 15,2 puntos y 6,2 rebotes por partido. El 11 de abril de 2023 se declaró elegible para el draft de la NBA, renunciando así al resto de su periodo universitario.

#### Estadísticas
| Año     | Equipo  | PJ | PT | MPP  | %TC  | %3P  | %TL  | RPP | APP | ROB | TPP | PPP  |
| ------- | ------- | -- | -- | ---- | ---- | ---- | ---- | --- | --- | --- | --- | ---- |
| 2020–21 | Gonzaga | 25 | 0  | 7.4  | .517 | .321 | .696 | 1.2 | .0  | .2  | .0  | 3.4  |
| 2021–22 | Gonzaga | 32 | 31 | 26.8 | .498 | .365 | .705 | 5.4 | 1.0 | .5  | .2  | 11.8 |
| 2022–23 | Gonzaga | 37 | 37 | 31.2 | .469 | .408 | .776 | 6.2 | 1.3 | .8  | .4  | 15.2 |
| Total   | Total   | 94 | 68 | 23.4 | .484 | .384 | .745 | 4.6 | .9  | .6  | .2  | 10.9 |

### Profesional
Fue elegido en la vigesimonovena posición del Draft de la NBA de 2023 por los Indiana Pacers, pero sus derechos fueron traspasados a Denver Nuggets esa misma noche, en un acuerdo entre cuatro equipos.

### Selección nacional
A pesar de nacer en Las Vegas, Julian representa a Puerto Rico en competiciones internacionales debido a su ascendencia puertorricense por parte de madre. En el Mundial Sub-19 de 2019, promedió 22 puntos por encuentro, ayudando al equipo a finalizar en sexta posición. En el encuentro por la quinta plaza, cayeron derrotados antes Rusia, pero él anotó 40 puntos y capturó 10 rebotes.

## Estadísticas de su carrera en la NBA

### Temporada regular
| Año     | Equipo | PJ  | PT | MPP  | %TC  | %3P  | %TL  | RPP | APP | ROB | TPP | PPP |
| ------- | ------ | --- | -- | ---- | ---- | ---- | ---- | --- | --- | --- | --- | --- |
| 2023-24 | Denver | 50  | 0  | 10.9 | .369 | .297 | .710 | 1.2 | .9  | .3  | .1  | 4.5 |
| 2024-25 | Denver | 65  | 4  | 21.3 | .432 | .349 | .822 | 2.2 | 1.3 | .6  | .2  | 9.0 |
| Total   | Total  | 115 | 4  | 16.8 | .412 | .332 | .793 | 1.8 | 1.1 | .5  | .2  | 7.1 |

### Playoffs
| Año   | Equipo | PJ | PT | MPP | %TC  | %3P  | %TL  | RPP | APP | ROB | TPP | PPP |
| ----- | ------ | -- | -- | --- | ---- | ---- | ---- | --- | --- | --- | --- | --- |
| 2024  | Denver | 3  | 0  | 5.3 | .333 | .250 | .500 | .7  | .0  | .3  | .0  | 2.3 |
| 2025  | Denver | 9  | 0  | 9.8 | .433 | .500 | .857 | 1.0 | .2  | .2  | .1  | 4.2 |
| Total | Total  | 12 | 0  | 8.7 | .417 | .438 | .727 | .9  | .2  | .3  | .1  | 3.8 |